# Michel Van Roye
Michel Van Roye, né le 16 septembre 1951 et mort le 18 juillet 2025, est un homme politique belge, membre du parti Ecolo et premier échevin Ecolo en Région bruxelloise. Il joue un rôle important dans l’évolution culturelle et patrimoniale de Bruxelles. Il acquiert la nationalité française en 2020.

## Biographie

### Parcours politique
Une de ses premières interventions au Conseil communal de Bruxelles vise à faire supprimer le stationnement automobile sur la Grand-place de Bruxelles, ce qui est fait quelques années plus tard.
Devenu échevin, il instaure les premières réglementations visant à réguler l'affichage publicitaire dans la ville : la suppression de centaines de panneaux d'affichage de 20 m2 sur les façades provoque la rénovation de ces immeubles dans le centre de la capitale.
Michel Van Roye initie le Parcours BD de Bruxelles, demandant à de nombreux auteurs de créer des œuvres sur des pignons de maisons. Ce projet de peintures murales thématiques est amplifié par la suite, confirmant le statut de capitale de la Bande dessinée de Bruxelles.
Michel Van Roye fait également effectuer des fouilles archéologiques sous la place Royale, mettant au jour les vestiges du palais des ducs de Bourgogne et la Aula Magna de Charles Quint, sur le Coudenberg, créant ainsi un musée archéologique prestigieux.
La rénovation réussie de la rue des Chartreux a valu un prix de la Fondation Roi Baudouin, ce qui a permis l'installation d'une statue appelée le Zinneke pis, représentative de la zwanze bruxelloise.
Entretemps, il est élu conseiller municipal de la commune française d'Ainay-le-Vieil, au cœur du Berry. Il a acquis la nationalité française.
Depuis 2006, il est Secrétaire général de l'association Quartier des Arts qui défend le bon développement de la partie de Bruxelles aux alentours du Palais royal, depuis le Botanique jusqu'au Palais de Justice.

### Mort
Michel Van Roye meurt le 18 juillet 2025 à l’âge de 73 ans.

## Carrière
- Député bruxellois du 12 janvier 2001 au 13 juin 2004 en suppléance de Philippe Debry
- Conseiller communal de la Ville de Bruxelles de 1984 à 2000
  - Échevin de 1988 à 1994 (propreté, affichage et participation) et de 1994 à 2000 (idem plus les travaux publics)
- Conseiller municipal à Ainay-le-Vieil (France) de 2014 à 2020